# Mjölfotskremla
Mjölfotskremla (Russula farinipes) är en svampart som beskrevs av Romell 1893. Mjölfotskremla ingår i släktet kremlor och familjen kremlor och riskor.  Arten är reproducerande i Sverige. Inga underarter finns listade i Catalogue of Life.

## Bildgalleri

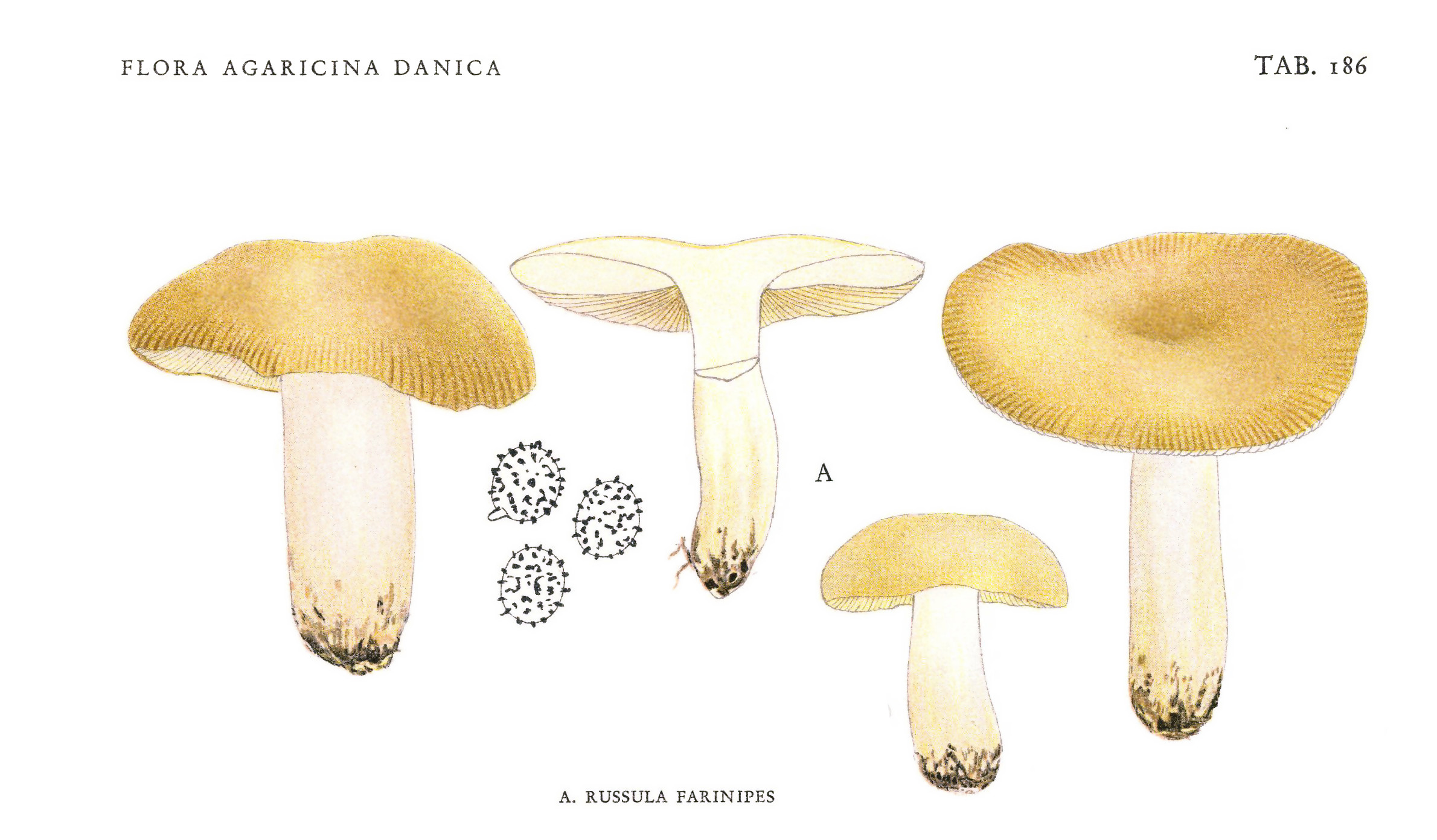